# Nestroy-Spiele Schwechat

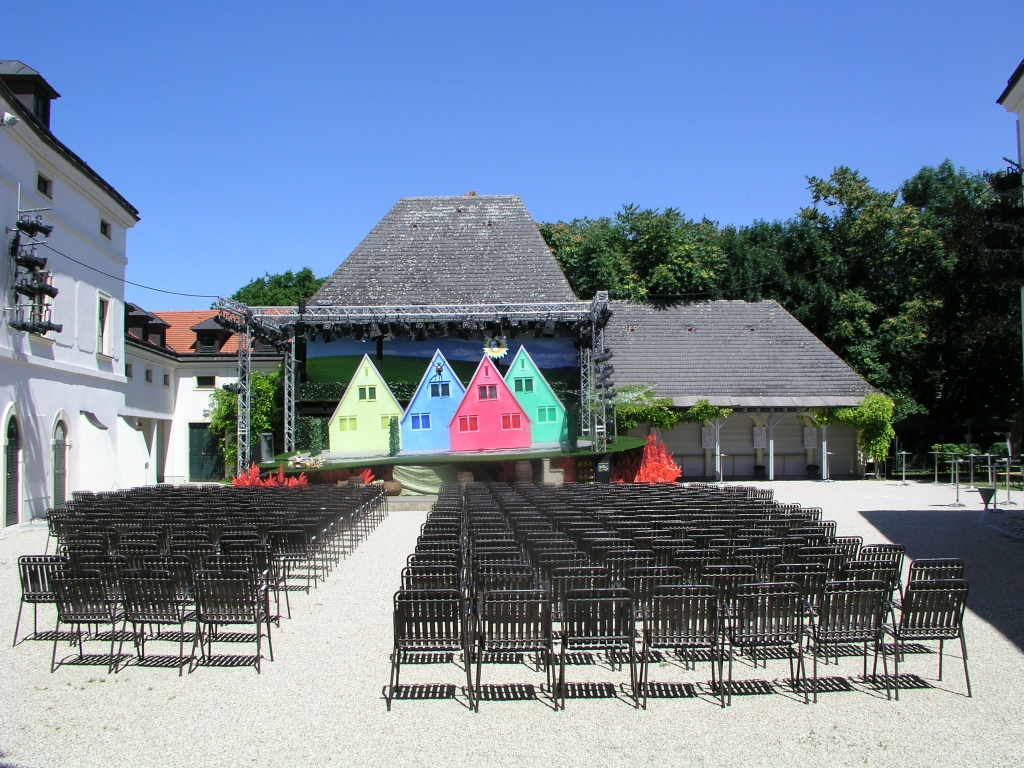
Die Bühne der Nestroy-Spiele Schwechat im Jahr 2010

Die Nestroy-Spiele Schwechat sind ein seit 1973 alljährlich stattfindendes Theaterfestival im Schloss Rothmühle in Rannersdorf, einem Stadtteil von Schwechat in Niederösterreich. 2023 wurde der Name in NESTROY Spiele Schwechat geändert.

## Geschichte
Die Nestroy-Spiele Schwechat wurden 1973 vom Nestroy-Komitee der Stadt Schwechat gegründet.
Initiator war der Leiter des Amateurtheaters „St. Jakob“, Walter Mock (1927–1985).
Als Regisseur und künstlerischer Leiter wurde Peter Gruber gewonnen, der bis 2022 inszenierte und als Intendant fungierte.
Als Veranstaltungsstätte wurde das Schloss Rothmühle in Rannersdorf ausgewählt. Bereits 1972 war dort von der Gruppe „St. Jakob“, die sich schon vor der Gründungsphase der Nestroy-Spiele Schwechat durch Tourneen Respekt im Ausland geschaffen hatte (Deutschland, Schweiz, Tschechoslowakei, Holland etc.), Hugo von Hofmannsthals „Jedermann“ im Schlosshof aufgeführt worden.
Nachdem ihr ehemaliges Probenhaus in der ehemaligen Brauerei Schwechat im Sommer 1980 abgerissen wurde, übersiedelte die Spieltruppe zunächst in ein Provisorium, eine Bundesheer-Baracke.
Als im April 1985 das Schwechater „Elite-Kino“ zusperren musste, beschloss der Gemeinderat 1988 den Ankauf des Hauses, das in den folgenden drei Jahren mit großem Kostenaufwand umgebaut und 1991 als kleiner Mehrzweck-Veranstaltungsort eröffnet wurde. In diesem neuen Theater Forum Schwechat wurde einige Jahre lang geprobt, ehe, um so Kollisionen entgehen zu können, ein eigener Proberaum in der Himbergerstrasse angemietet wurde.
Die Nestroy-Spiele 2020 wurden aufgrund der COVID-19-Pandemie abgesagt. Mit der 50. Ausgabe der Spiele nahm Intendant und Regisseur Peter Gruber 2022 Abschied, zum Nachfolger wurde Christian Graf bestellt.

## Zielsetzung
Das „Nestroy-Ensemble Schwechat“ hat sich der Aufgabe verschrieben, auch selten gespielte und unbekannte Stücke von Johann Nepomuk Nestroy aufzuführen.
So brachten die Nestroy-Spiele Schwechat 40 der 83 Nestroy-Stücke auf die Bühne. Einen Jux will er sich machen, Weder Lorbeerbaum noch Bettelstab und Zu ebener Erde und erster Stock wurden bisher dreimal aufgeführt. 9 Stücke wurden (Theaterg’schichten, Freiheit in Krähwinkel, Zeitvertreib, Frühere Verhältnisse, Der böse Geist Lumpazivagabundus, Nachtwandler, "Wohnung zu vermieten", "Nur Ruhe!" und Das Mädl aus der Vorstadt) doppelt aufgeführt.
Die Aufführungen finden fünf Wochen lang Ende Juni bis Ende Juli, jeweils viermal pro Woche statt.
Gleichzeitig treffen sich seit 1975 Nestroy-Forscher zu den Internationalen Nestroy-Gesprächen.
In Nebenveranstaltungen gastierten Kabarettisten und Schauspieler, darunter Josef Hader, Konstantin Wecker, Elfriede Ott oder Chris Lohner. Von 2006 bis 2019 gab es sonntags auch ein "Nestroy-Frühstück", halb-szenische Lesungen und Auftritte mit Texten von Nestroy oder ihm in irgendeiner Weise nahestehenden Autoren.

## Die Stücke der einzelnen Spieljahre

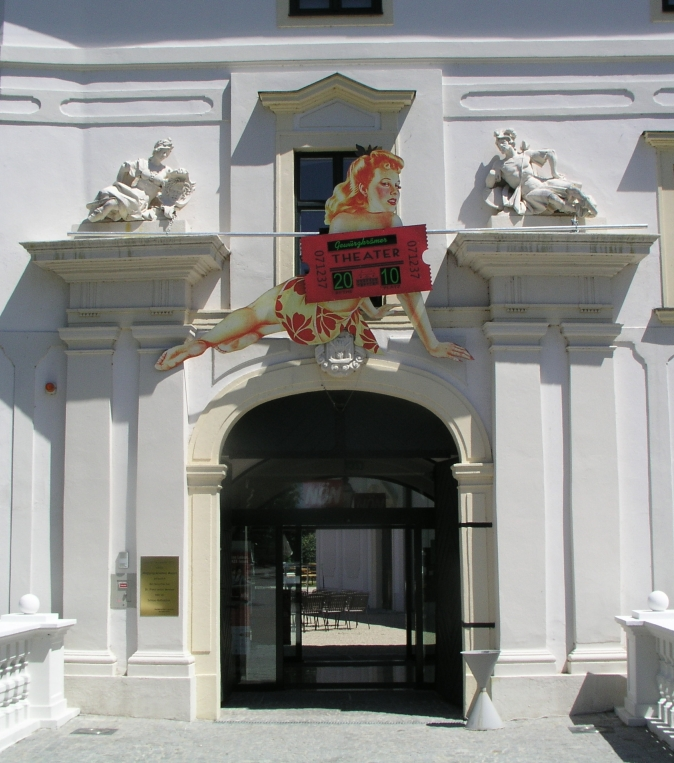
Der Eingang der Rothmühle Schwechat zu den Nestroy-Spielen 2010

53. Spiele 2025 Die Zauberreise in die Ritterzeit
52. Spiele 2024 Das Mädl aus der Vorstadt
51. Spiele 2023 Eisenbahnheirathen
50. Spiele 2022 Nur Ruhe!
49. Spiele 2021 Charivari
48. Spiele 2020 Ausfall der Spiele wegen der Covid-19-Pandemie, geplant war das Stück Der alte Mann mit der jungen Frau
47. Spiele 2019 Nestroy’s Wohnung zu vermieten | Nestroy-Frühstück: Käse schließt den Magen
46. Spiele 2018 Zu ebener Erde und erster Stock | Nestroy-Frühstück: Im Souterrain und Mezzanin
45. Spiele 2017 Weder Lorbeerbaum noch Bettelstab | Nestroy-Frühstück: „Wenn alle Stricke reißen …“
44. Spiele 2016 Der böse Geist Lumpazivagabundus | Nestroy-Frühstück: Ois is vadraht auf dera Wöd
43. Spiele 2015 Theaterg’schichten | Nestroy-Frühstück: Chansons, Couplets und Lieder
42. Spiele 2014 Krähwinkel – Ein Freiheits-Event | Nestroy-Frühstück: Zieh dir was an,Mädchen!
41. Spiele 2013 Die beiden Herren Söhne | Nestroy-Frühstück: Versteht sich, süß und ein Kipfel!
40. Spiele 2012 Einen Jux will er sich machen | Nestroy-Frühstück: Die verjuxte Apokalypse
39. Spiele 2011 Der Mann an der Spitze | Nestroy-Frühstück: Wir begehren ein Volk
38. Spiele 2010 Das Gewürzkrämerkleeblatt | Nestroy-Frühstück: Das liederliche Zimtstangerl
37. Spiele 2009 Heimliches Geld, heimliche Liebe | Nestroy-Frühstück: Das linke Würstel ist zu lang
36. Spiele 2008 Umsonst! | Nestroy-Frühstück: Karl Valentin
35. Spiele 2007 Das Geheimnis des grauen Hauses  | Nestroy-Frühstück: Frühere Verhältnisse
34. Spiele 2006 Liebesgeschichten und Heurathssachen | Nestroy-Frühstück: Zeitvertreib
33. Spiele 2005 Der konfuse Zauberer
32. Spiele 2004 „Nur keck!“
31. Spiele 2003 Höllenangst
30. Spiele 2002 Das Mädl aus der Vorstadt
29. Spiele 2001 Die beiden Nachtwandler
28. Spiele 2000 Weder Lorbeerbaum noch Bettelstab
27. Spiele 1999 Unverhofft
26. Spiele 1998 Maxenpfutsch
25. Spiele 1997 Mein Freund
24. Spiele 1996 Adelheid, die verfolgte Wittib
23. Spiele 1995 Eine Wohnung ist zu vermiethen in der Stadt
22. Spiele 1994 Theaterg’schichten
21. Spiele 1993 Zu ebener Erde und erster Stock
20. Spiele 1992 Abentheuer in der Sclaverey
19. Spiele 1991 Die Papiere des Teufels
18. Spiele 1990 Robert der Teuxel
17. Spiele 1989 Einen Jux will er sich machen
16. Spiele 1988 Der Schützling
15. Spiele 1987 Der Färber und sein Zwillingsbruder
14. Spiele 1986 Nur Ruhe!
13. Spiele 1985 Der Talisman
12. Spiele 1984 Die beiden Nachtwandler
11. Spiele 1983 Die verhängnisvolle Faschingsnacht
10. Spiele 1982 Der Zerrissene
9. Spiele 1981 Zu ebener Erde und erster Stock
8. Spiele 1980 Freiheit in Krähwinkel
7. Spiele 1979 Einen Jux will er sich machen
6. Spiele 1978 Der Unbedeutende
5. Spiele 1977 Die schlimmen Buben in der Schule / Häuptling Abendwind
4. Spiele 1976 Der böse Geist Lumpazivagabundus
3. Spiele 1975 Eulenspiegel oder Schabernack über Schabernack
2. Spiele 1974 Weder Lorbeerbaum noch Bettelstab
1. Spiele 1973 Frühere Verhältnisse / Zeitvertreib
- 1972 Jedermann